# Blåliden

Blåliden är en by i norra delen av Degerfors socken, Vindelns kommun, Västerbotten, Västerbottens län i östra Norrland.
Byn, i början av 1900-talet stor och välmående, utgörs idag av ett fåtal bebodda gårdar mellan byarna Yttersjön och Slipstensjön. Blålidens bebyggelse är utspridd utan tydligt centrum och belägen längs nedre delen av Blålidenberget. 
Det område som idag utgör Blåliden med omgivningar, Blålidenberget, skogs- och myrmarkerna mot Jopptjärn, var länge endast nyttjat av renskötande samer för djurens vinterbete. Landskapet är fortfarande präglat av denna samiska period: Påtagligt i många försvenskade samiska namn på platser, berg och sjöar (som till exempel Jopptjärn). När byn Slipstensjön grundades 1793 kan området som idag är Blåliden ha börjat utforskas, och kom att koloniseras av familjen Andersson, som antagligen var de första bofasta inbyggarna på platsen.